# NGC 7194
NGC 7194 este o galaxie situată în constelația Pegas. A fost descoperită în 9 noiembrie 1884 de către Lewis A. Swift.